# Васильев, Илья Васильевич
Илья Васильевич Васильев (18 июля 1894, Санкт-Петербург — 25 мая 1942, район села Протопоповка, Харьковская область) — советский военный деятель, генерал-майор (1941 год).

## Биография
Илья Васильевич Васильев родился 18 июля 1894 года в городе Санкт-Петербург. До призыва на службу в  работал учеником слесаря на заводе, после слесарем по ремонту парового отопления и водопровода на Охтинском пороховом заводе. В 1914 году окончил реальное училище.

### Первая Мировая и Гражданская войны
В 1915 году мобилизован в Русскую Императорскую армию и направлен в учебную команду Охтинского запасного полка.
В июле того же года направлен во Владимирское военное училище, где учился до января 1916. По окончании этих ускоренных курсов произведён в прапорщики.
Воевал в должности командира взвода 3-го Туркестанского стрелкового полка Западного фронта.В 1917 временно на должности командира роты этого же полка.
В августе 1917 года получил чин подпоручика. После роспуска полка, после Октябрьской революции, с остатками полка прибыл в Смоленск, где вступил в Красную Гвардию. С февраля до лета 1918 года находился на фронте под городом Камышин в составе Московского полка Камышинской группы войск. С лета 1918 года по май 1919 года проходил обучение на 1-х советских железнодорожных курсах, окончив которые получил назначение на должность коменданта головного железнодорожного участка станции Чертково. 
В боях под станцией Райновская получил ранение,после выхода из госпиталя назначен командиром роты в 13-й отдельный стрелковый батальон 13-й Армии в г. Луганск.
В начале 1920 года назначен командиром роты 52-х пехотных курсов (г. Кременчуг) при штабе 14-й Армии.В июле 1920 года получил контузию и был направлен на лечение.

### Межвоенное время
В июне 1922 года, полк в котором служил И.В Васильев влился в состав 57-го стрелкового полка 19 стрелковой дивизии. Илья Васильевич назначен в нем помощником командира роты.
С июля 1922 по июль 1923 года обучался в Военной школе физического образования (г. Москва). После получил назначение в 40-й стрелковый образцовый Владимирский полк 14-й Московской стрелковой дивизии, где проходил службу помощником командира и командиром роты, начальником полковой школы, командиром батальона.
С мая по сентябрь 1932 года находился на обучении в Ленинградских бронетанковых курсах усовершенствования командного состава РККА.
По окончании курсов был направлен в  Автобронетанковое училище им Сталина, где проходил службу на должностях: начальник штаба и командир батальона курсантов, помощник начальника учебного отдела, начальник общевойскового цикла.
В 1936 - слушатель факультета заочного обучения  Высшей Военной академии им. Фрунзе.
В октябре 1939 года назначен начальником автобронетанковой службы 25-го стрелкового корпуса Харьковского военного округа.
В марте 1941 года переведен на должность заместителя командира 55-й танковой дивизии 25-го механизированного корпуса.

### Великая Отечественная война
В Великую отечественную войну И.В. Васильев вступил в должности заместителя командира 25-го механизированного корпуса, который входил в состав 21-й армии Резерва Ставки ВГК.
В августе - сентябре 1941 года командовал 151-й стрелковой дивизией. С 12 по 29 сентября с частями дивизии находился в окружении в районе Журавичи-Довск.
В сентябре 1941 года принял командование 42-й стрелковой дивизией, в составе которой участвовал в Киевской оборонительной операции. В ходе этой операции, с 23 сентября 1941 года находился в окружении в Полтавской области, в районе населенного пункта Оржица. После выхода из окружения в течение 1941 года плоть до февраля 1942 года находился в распоряжении Военного совета Юго-Западного фронта.
В феврале 1942 года назначен на должность командира 337-й стрелковой дивизии. В мае дивизия под командованием Васильева в составе 57-й армии попала в окружение в ходе Харьковского сражения и почти вся погибла. 
В бою 25 мая 1942 года у села Протопоповка (Харьковская область) генерал-майор Илья Васильевич Васильев погиб. Данных о месте захоронения нет.

## Награды
- Орден Красного Знамени (22.02.1941);
- Орден Отечественной войны 1-й степени (06.05.1965, посмертно);
- Юбилейная медаль «XX лет Рабоче-Крестьянской Красной Армии» (22.02.1938).